# کتابخانه‌های دانشگاه استنفورد
کتابخانه‌های دانشگاه استنفورد سامانهٔ کتابخانه‌های دانشگاه استنفورد واقع در کالیفرنیا است که بیش از بیست‌وچهار کتابخانه با حدودِ ده میلیون کتاب را در بر می‌گیرد و از سالِ ۱۸۹۵ میلادی مشمولِ قانون واسپاری فدرال امریکاست.

## کتابخانه‌های اصلی

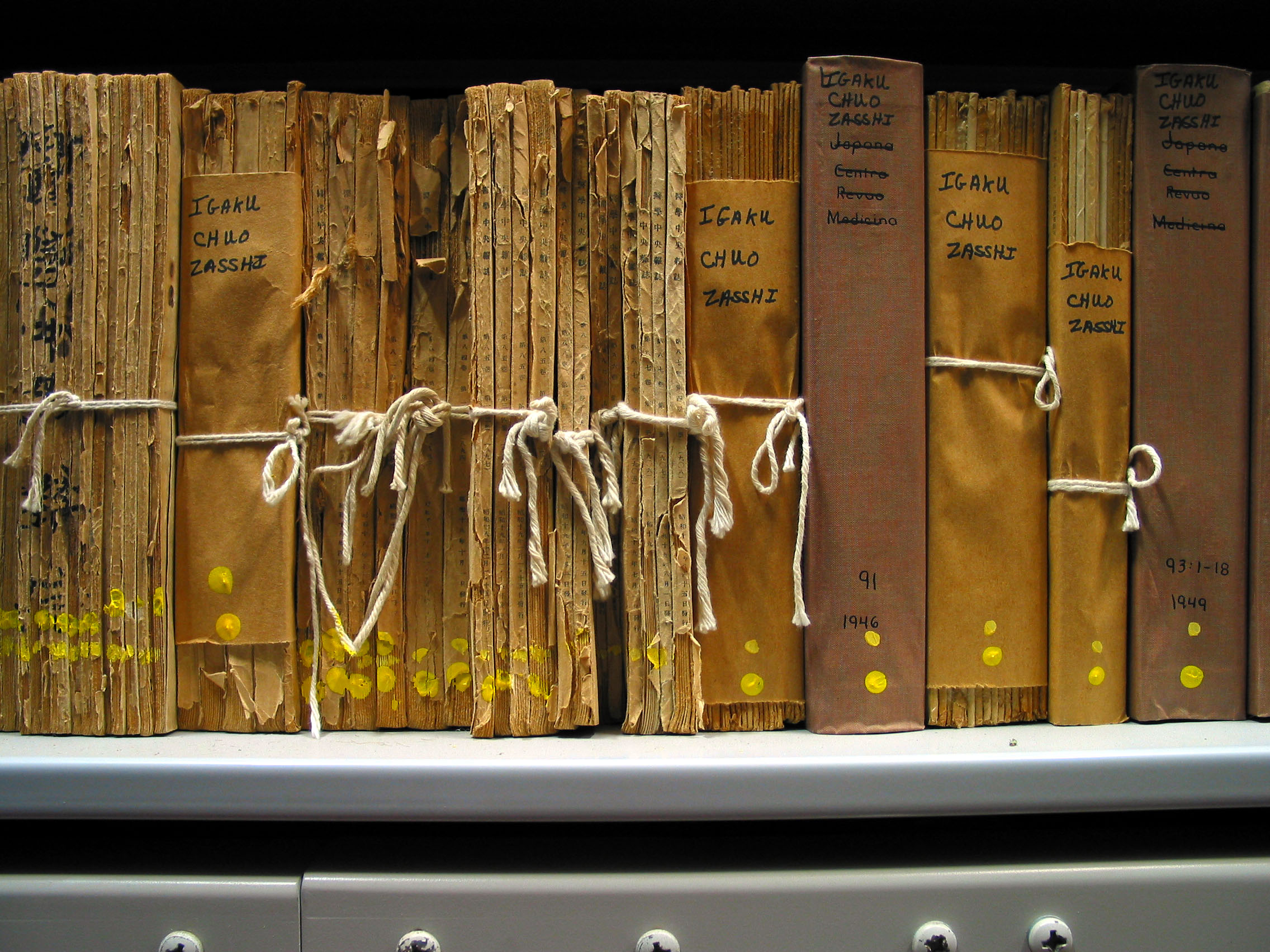
چند مجلّهٔ ژاپنی در کتابخانهٔ پزشکی لین

کتابخانهٔ گرین اصلی‌ترین کتابخانهٔ این مجموعه است. غیر از آن کتابخانهٔ لاتروپ نیز هست که شبانه‌روزی است و به جای کتابخانه یادمان جی. هنری میر فعالیت می‌کند. کتابخانه و بایگانی مؤسّسهٔ هوور از کتابخانه‌های مهمّ دیگرِ استنفورد است. کتابخانه پزشکی لین و کتابخانه زمین‌شناسی برانر هم از نامدارترین کتابخانه‌های تخصّصی دانشگاه استنفورد هستند.

## تاریخچه
نخستین کوشش‌ها برای ساختنِ کتابخانه‌ای بزرگ در دانشگاه استنفورد بر اثر زمین‌لرزه ۱۹۰۶ سان فرانسیسکو ناکام ماند. بعدها کتابخانه‌ای ساخته شد که بخش قدیمی کتابخانهٔ گرین است. جین استنفورد جواهراتش را وقفِ خریدِ کتاب برای دانشگاه کرد.